# Ohio
Pour les articles homonymes, voir Ohio (homonymie).
L'Ohio (/o.jo/  ou /o.a.jo/  ; en anglais : /oʊˈhaɪ.oʊ/ ) est un État du Midwest des États-Unis. Peuplé d'environ 11 500 000 habitants, situés notamment dans ses trois plus grandes villes (Cleveland, Cincinnati et sa capitale Columbus), il est le 7e État le plus peuplé du pays. Il est bordé par la Pennsylvanie à l'est, le Michigan et le lac Érié au nord, l'Indiana à l'ouest, le Kentucky au sud et la Virginie-Occidentale au sud-est. Divisé en 88 comtés, son climat est de type continental humide, et, dans les comtés les plus méridionaux, de type subtropical humide. 96 % de la population vit en zone urbaine. Ses paysages varient entre des plaines alluviales à l'ouest et les contreforts des Appalaches, dont les monts Allegheny. L'Ohio est également parcouru par des cours d'eau alimentant le bassin du Saint-Laurent ou du Mississippi (Great Miami, Ohio, Maumee, Muskingum et Scioto).
Depuis le premier millénaire avant notre ère, la région était peuplée de tribus du groupe des Mound Builders. Durant la première moitié du XVIIIe siècle, les Français contrôlent le commerce de fourrures de la région. Avec le traité de Paris de 1763, à la suite de la guerre de Sept Ans, la France cède l'Ohio à la Grande-Bretagne. Cette dernière fait de ce territoire une réserve pour les Amérindiens. L'Ohio devint le dix-septième État des États-Unis d'Amérique le 1er mars 1803, avec la dissolution du territoire du Nord-Ouest. Gros producteur de céréales, l'État (compris dans l'espace de la Corn Belt) joue un rôle stratégique en matière d'approvisionnement et de ravitaillement militaire durant la Guerre de Sécession ; puis à la faveur du boom pétrolier, il voit sa population augmenter de manière soutenue au cours du XXe siècle.
Dotée de ressources naturelles importantes comme le sel, le pétrole, le gaz, l'économie de l'Ohio repose également sur une agriculture intensive (tabac, céréales, coton, blé, avoine, élevage). L'Ohio est un État stratégique sur le plan politique : il envoie seize représentants à la Chambre et est considéré comme un swing state. En raison de son importance, six présidents des États-Unis en avaient fait leur fief électoral.
Enfin, l'État accueille plusieurs équipes sportives majeures, notamment à Cleveland (les Cavaliers, les Guardians et les Browns), Cincinnati (les Bengals et les Reds) et Columbus (les Blue Jackets).

## Origine du nom
Le nom Ohio provient du mot seneca signifiant « bonne rivière ». Ce nom autochtone a ensuite été traduit par les Français en « Belle-Rivière ».

## Histoire
La région est peuplée par des tribus appartenant au groupe des Mound Builders depuis le premier millénaire avant notre ère, puis par les tribus d'Iroquois.
Durant la première moitié du XVIIIe siècle, les Français installent plusieurs avant-postes pour contrôler le commerce de fourrures de la région. La colonie anglaise de Virginie et le riche marchand londonien John Hanbury III, allié aux frères de George Washington s'y intéressent aussi. En 1748, leur Ohio Company obtient le feu vert pour coloniser ce territoire, dans un processus qui mène à la guerre de Sept Ans et constitue ainsi le premier acte de la conquête de l'Ouest. Avec le traité de Paris de 1763, la France cède l'Ohio à la Grande-Bretagne, qui, en conflit avec les Amérindiens, réserve le territoire pour ces derniers avec la Proclamation royale de 1763.
Le 22 juin 1774, le parlement anglais vote l'Acte de Québec qui joint le territoire de la vallée de l'Ohio à la province de Québec, sans pour autant autoriser sa colonisation. Cette interdiction de colonisation vers l'ouest est l'une des causes du mécontentement des colons américains qui provoque la guerre d'indépendance des États-Unis. En 1783, le traité de Paris donne le territoire aux jeunes États-Unis d'Amérique qui devient une partie du territoire du Nord-Ouest.
En 1784, la Virginie cède aux États-Unis les territoires au nord de l'Ohio pour le développement vers l'ouest selon le système des townships. C'est Thomas Jefferson qui en est à l'origine.
L'Ohio devint le dix-septième État des États-Unis le 1er mars 1803.
Le 28 août 1859, le premier forage pétrolier est effectué à Titusville (Pennsylvanie) par le « colonel » Edwin Drake. Cleveland, la ville la plus proche, devient rapidement la plaque tournante de l'industrie du raffinage.
En 1870, Rockefeller crée la Standard Oil of Ohio, société par actions au capital de 1 million de dollars, qui connaîtra un destin prodigieux. La Standard Oil n'est au départ qu'une société de l’Ohio réunissant les actifs de l’industriel John D. Rockefeller et de son frère, William Rockefeller, du courtier en grains Henry Flagler, du chimiste Samuel Andrews, de l'investisseur Stephen V. Harkness, et du prospecteur d'or Oliver Burr Jennings, qui avait épousé la belle-sœur de Rockefeller.
Plus récemment, en 1995, un groupe de travail sur les métadonnées pour l'accès aux ressources informatiques s'est réuni à Dublin, petite ville de l'Ohio. Le référentiel, connu sous le nom de Dublin Core, sous-tend le fonctionnement des moteurs de recherche tels que Google.

## Géographie

Régions géographiques de l'Ohio.

La position géographique de l'Ohio a été un atout pour sa croissance économique et son expansion démographique : c'est le passage entre la Nouvelle-Angleterre et la Corn Belt ; il est traversé par un important trafic routier et fluvial. L’Ohio possède le 10e plus grand réseau routier du pays, et il n'est qu'à une journée de route de 50 % de la population d’Amérique du Nord, et de 70 % de la production d’Amérique du Nord. Au nord, le lac Érié donne à l'Ohio 500 km de côte, ce qui permet une desserte portuaire continue de l’État par voie fluviale.
La limite méridionale de l'État est définie par le cours de la rivière Ohio (la frontière exacte coïncide avec la marque des plus basses eaux relevée en 1793, le long du versant nord du lit mineur), et la plus grande partie de la frontière nord est définie par le littoral du lac Érié. Les États voisins de l'Ohio sont la Pennsylvanie à l'est, le Michigan au nord-ouest, l’Ontario au nord, l’Indiana à l’ouest, le Kentucky au sud et la Virginie-Occidentale au sud-est.
La loi de Capacité de 1802 définit les frontières de l'Ohio par une polygonale de la façon suivante :

« ...limité à l'est par la ligne de Pennsylvanie, au sud par la rivière d’Ohio jusqu'à sa confluence avec la Great Miami, à l'ouest par une ligne menée vers le nord à partir de la confluence susmentionnée de la Great Miami, et au nord par une ligne courant d'est en ouest et passant par le point le plus méridional du lac Michigan, prolongée vers l'est au-delà de son intersection avec la ligne sud-nord susmentionnée, depuis l'embouchure du Great Miami jusqu'à son intersection avec le lac Érié ou la frontière territoriale, prolongée ensuite à travers le lac Érié jusqu'à la ligne de Pennsylvanie susmentionnée. »

Ainsi l’Ohio est délimité par le cours de la rivière Ohio, bien que la quasi-totalité de ce cours d'eau se partage en réalité entre le territoire du Kentucky et celui de la Virginie-Occidentale. En 1980, la Cour suprême des États-Unis, se fondant sur le texte même de la partition de la Colonie de Virginie en trois états (1783), a estimé que la frontière séparant l’Ohio du Kentucky (et donc, de la Virginie-Occidentale) est la ligne des plus basses-eau du fleuve Ohio définie en 1792. L’Ohio ne contient donc à proprement parler que cette portion de fleuve comprise entre la ligne des plus basses eaux de 1792 et l'actuelle ligne des plus hautes eaux connues.
La frontière avec le Michigan a elle aussi été remodelée au terme de la guerre de Toledo, et déviée légèrement en direction du nord-est jusqu'à la rive nord de l'embouchure de la Maumee.
Le quadrant sud-est de l’Ohio, territoire accidenté qui s'étend selon un arc convexe le long de la vallée de l'Ohio depuis l'ouest de la « manche » de Virginie jusqu'aux faubourgs de Cincinnati, forme une entité socio-économique bien à part du reste de l’État. Proche, géologiquement parlant, d'une partie de la Virginie-Occidentale et du sud-ouest de la Pennsylvanie, le passé minier de cette région, sa dépendance vis-à-vis d'un tissu industriel vieilli et son dialecte régional en font une région originale. En 1965, le Congrès des États-Unis a voté une loi, l’Appalachian Regional Development Act, pour tenter de « s'attaquer à la pauvreté persistante et à la détresse économique croissante de la région des Appalaches. » Cette loi classe 29 comtés de l'Ohio dans cette zone des Appalaches, soit un tiers de la superficie de l'État, mais seulement 12,8 % de sa population (1,476 million d’habitants).

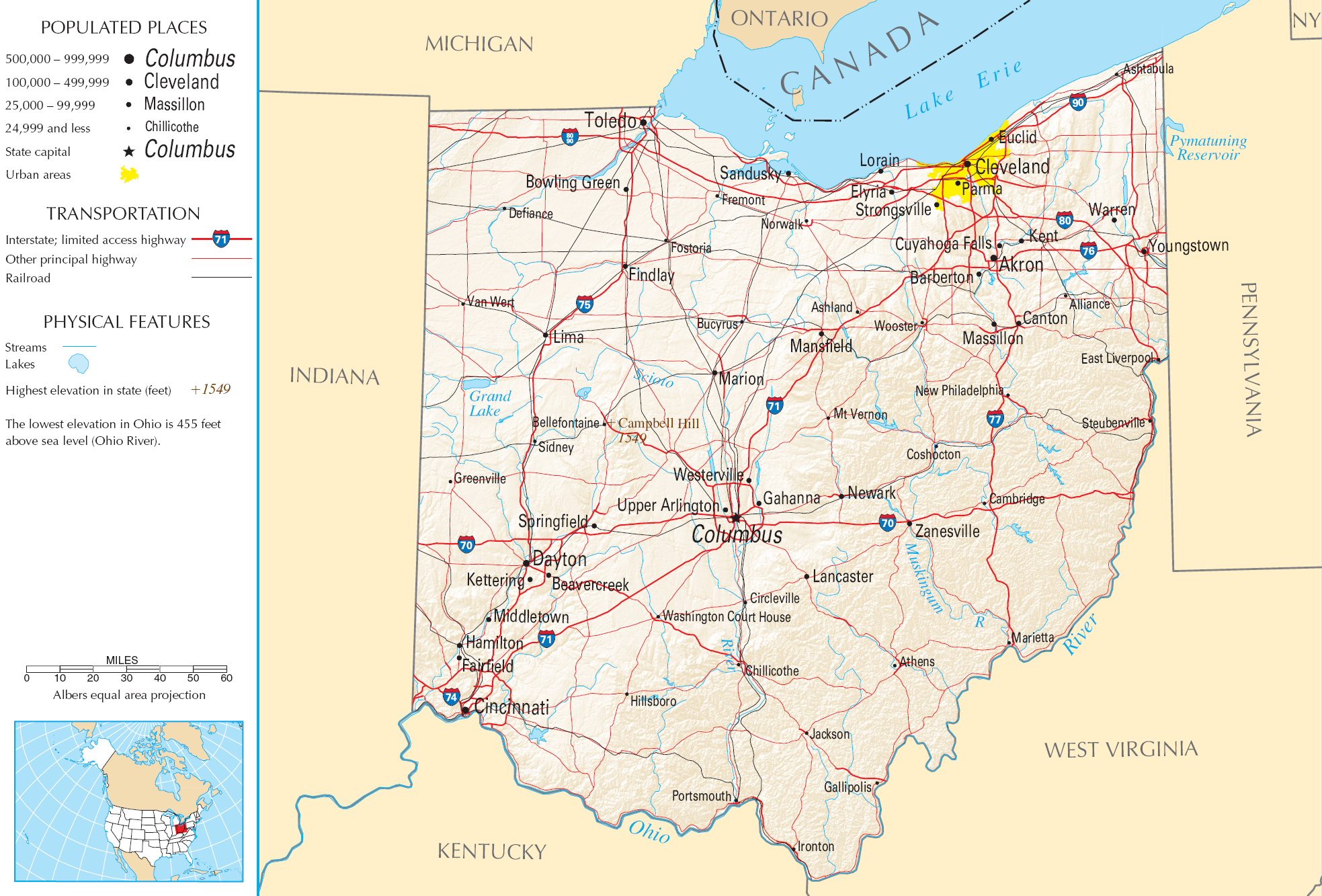
Carte géographique de l'Ohio.

En 2010, l'Ohio comptait 11 536 504 habitants, soit une densité de 108,68 hab./km2.

### Topographie
Une bonne partie de l’Ohio est un paysage de plaines glaciaires, avec une plaine presque parfaitement étale au nord-ouest : le Grand Marécage Noir (Great Black Swamp). Cette région du nord-ouest et du centre de l'État est confinée à l'est et au sud-est par l'arc du Plateau des Allegheny. Le relief de l'Ohio est donc généralement peu marqué, à l'exception de la moitié non-enneigée du Plateau des Allegheny, faite de collines boisées.

### Géologie
Le lac Érié est une dépression creusée par le passage des glaciers, qui a pris sa forme actuelle il y a moins de 4 000 ans. Auparavant, le site avait connu une histoire géologique complexe : il y a plus de deux millions d'années, un fleuve s’écoulant vers l’est et préexistant aux glaciations du Pléistocène avait dessiné une large plaine alluviale. Cette vallée a été comblée au passage des premiers grands glaciers, qui ont aussi élargi et creusé la dépression, réceptacle qui est devenu un lac. Ces glaciers ont arraché davantage de sédiments sur l’extrémité orientale car le substratum y est fait de shale, roche plus tendre que les roches carbonatées (dolomite et craie) de la moitié occidentale. Ainsi, le centre et l’est du lac sont aujourd’hui plus profonds que la moitié occidentale (profondeur moyenne de 8,30 m), elle-même plus riche en coquillages et en poisson. Le lac Érié est le moins profond des Grands Lacs car la banquise, moins épaisse, y a moins érodé la roche.
C'est la formation et le retrait de langues glaciaires successives qui a donné au lac son aspect actuel ; chaque recul a laissé un lac au cours de l’interglaciaire. Le pénultième de ces lacs, dit « Lac Warren », s’est maintenu entre 13 000 et 12 000 ans. Il était plus profond que l’actuel lac Érié, et ses berges débordaient de 13 km à l’extérieur du lac actuel. Les berges de ces lacs préhistoriques ont abandonné de grandes barrières de sable qui coupent les marécages et que les autochtones d'Amérique, puis les pionniers, ont empruntées pour traverser la région. Les pistes des nomades sont devenues des routes : ainsi l’U.S. Route 30 à l’ouest de Delphos et l’U.S. Route 20 à l’ouest de Norwalk et à l’est de Cleveland. On peut encore voir l'une de ces dunes dans la région des Oak Openings (en) dans le Nord-ouest de l'Ohio. À cet endroit, le fond sableux du lac asséché ne permettait pas la colonisation par d'autres essences que des chênes, ce qui a donné naissance à une savane de chênes, dont on n'a que de rares exemples en Europe (Estramadure).

#### Sismicité
Bien que peu d'entre eux aient pu être ressentis de façon appréciables par les habitants, plus de 30 tremblements de terre ont secoué l'Ohio entre 2002 et 2007, et plus de 200 secousses d'une magnitude de 2 ou plus sont survenues depuis 1776.
Le plus grave tremblement de terre enregistré dans l’histoire de l’Ohio est le séisme d’Anna (comté de Shelby), survenu le 9 mars 1937. Centré dans l'ouest de l’Ohio, il était d’une magnitude de 5,4 et d’intensité VIII.
Les autres grands tremblements de terre de l’Ohio sont celui de magnitude 4,8 survenu dans les environs de Lima le 19 septembre 1884 ; celui de Portsmouth survenu le 17 mai 1901, d'une magnitude de 4,2 et celui de magnitude 5 survenu le 31 janvier 1986 dans le lotissement LeRoy, dans le Comté de Lake (Ohio), et qui a été suivi les deux mois suivants de 13 répliques d'une magnitude comprise entre 0.5 et 2.4,.

### Hydrographie

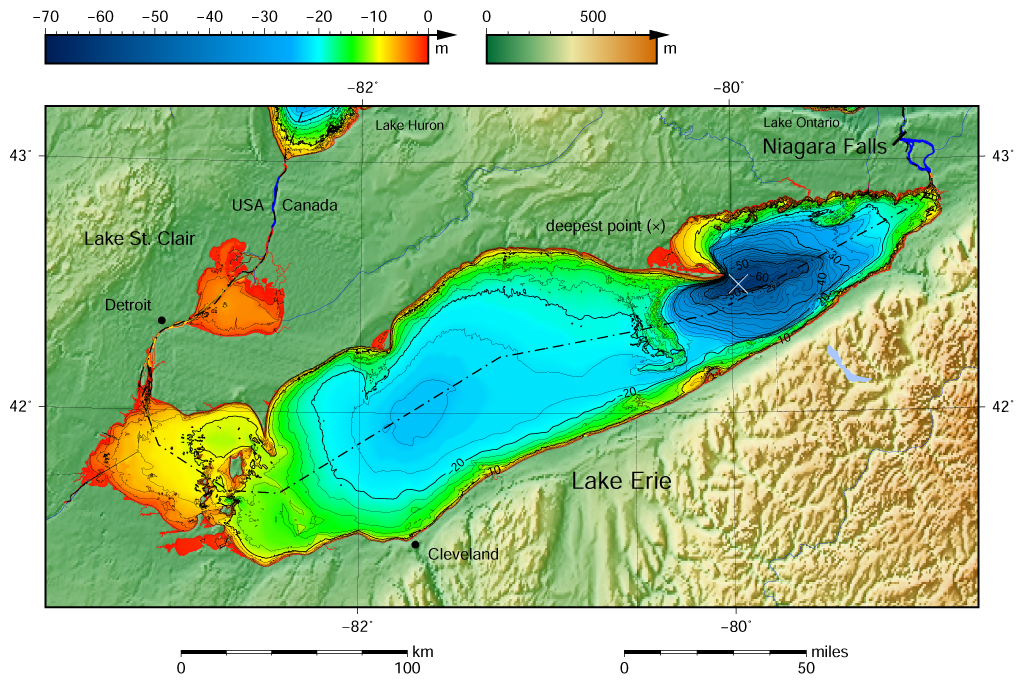
Carte bathymétrique du lac Érié et du Lac Sainte-Claire,,,
. Le point le plus profond est coté « × ».

Les principaux cours d'eau de l’État sont le Cuyahoga, la Great Miami, la Maumee, le Muskingum et le Scioto. Les rivières du nord de l’État drainent les terres vers le nord de l’Océan Atlantique via le Lac Érié et le Fleuve Saint-Laurent, et les rivières de la moitié méridionale de l’État drainent les terres vers le Golfe du Mexique via la rivière Ohio et, indirectement, le Mississippi.
La plus grave catastrophe naturelle de l'histoire de l'Ohio fut la crue de la rivière Great Miami en 1913. Elle a affecté tout le bassin versant de ce fleuve, notamment la ville de Dayton. Conséquence de ces événements, l'État a créé le Miami Conservancy District (en), qui est l'un des premiers plans de prévention des crues à grande échelle aux États-Unis.
Le réservoir de Grand Lake St. Marys (en), au centre de l’État, a été créé pour alimenter les canaux à l'apogée de la navigation fluviale (1820–1850). Pendant des années, cet immense plan d'eau, d'une superficie de plus de 52 km2, a été le plus grand lac artificiel au monde. Contrairement à beaucoup d'autres États voisins, les programmes de canalisation de l'Ohio ont été plutôt rentables : certaines villes, telles Dayton, doivent leur prospérité industrielle à l'existence de leur port fluvial, et jusqu'en 1910 les canaux acheminaient encore une grande partie du fret de marchandise de l’État.

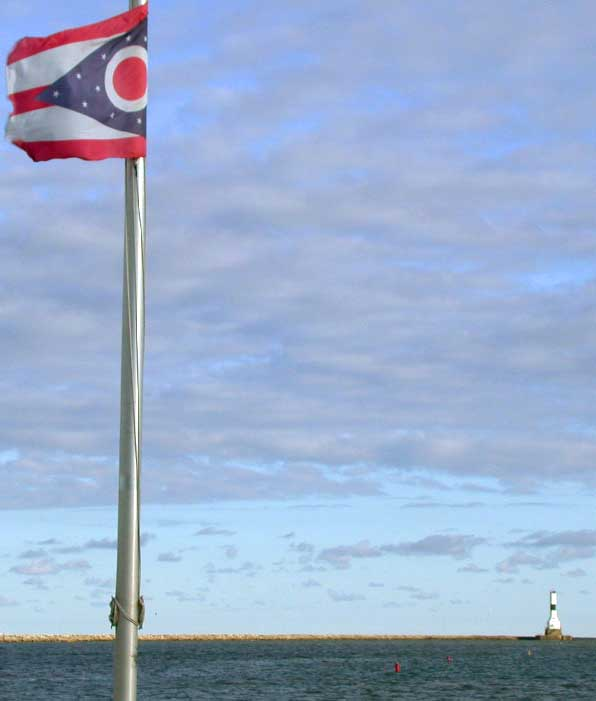
Les berges du lac Érié côté Ohio.
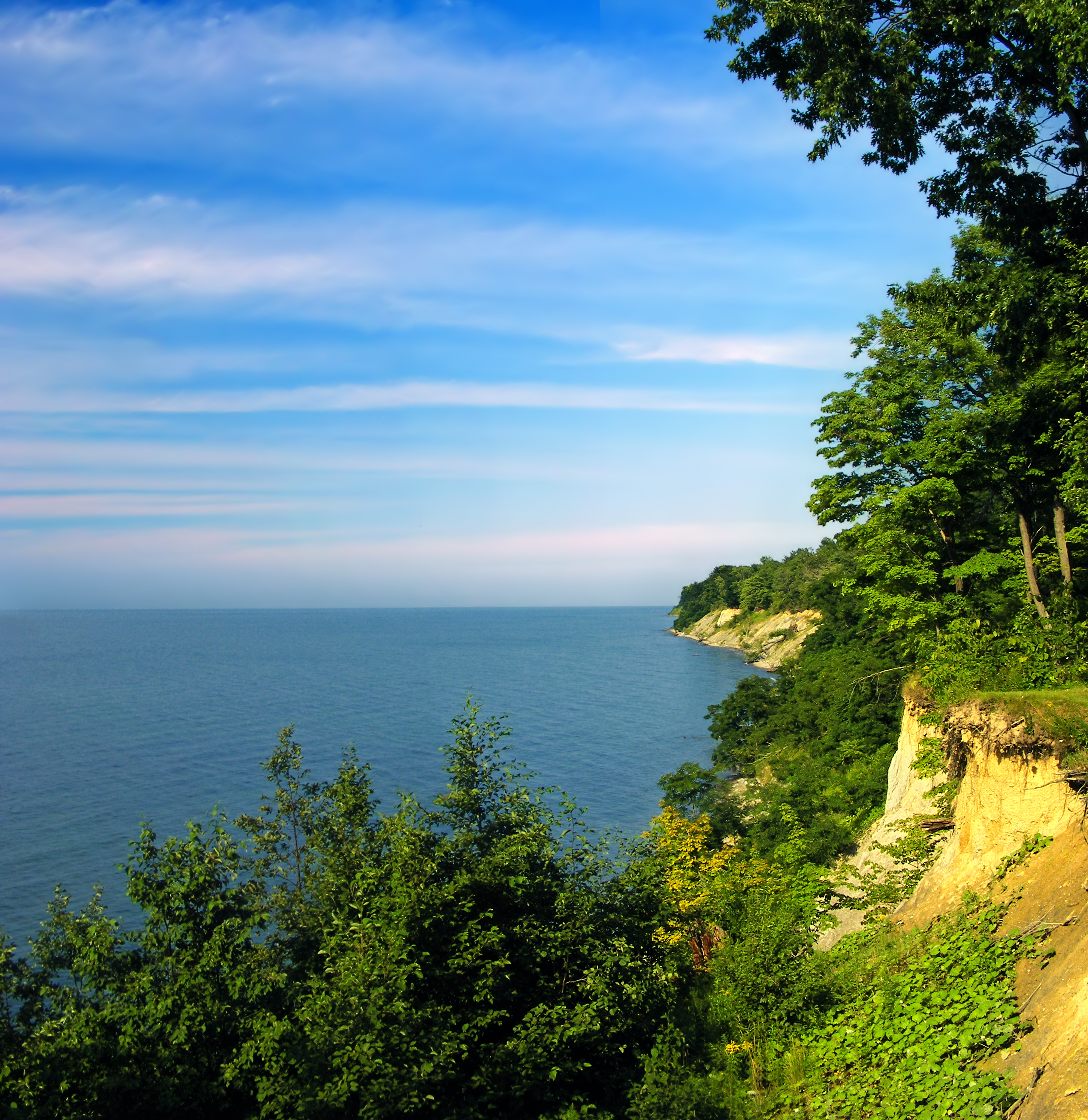
Sandy bluffs le long du lac Érié dans le Comté d'Érié.

### Climat

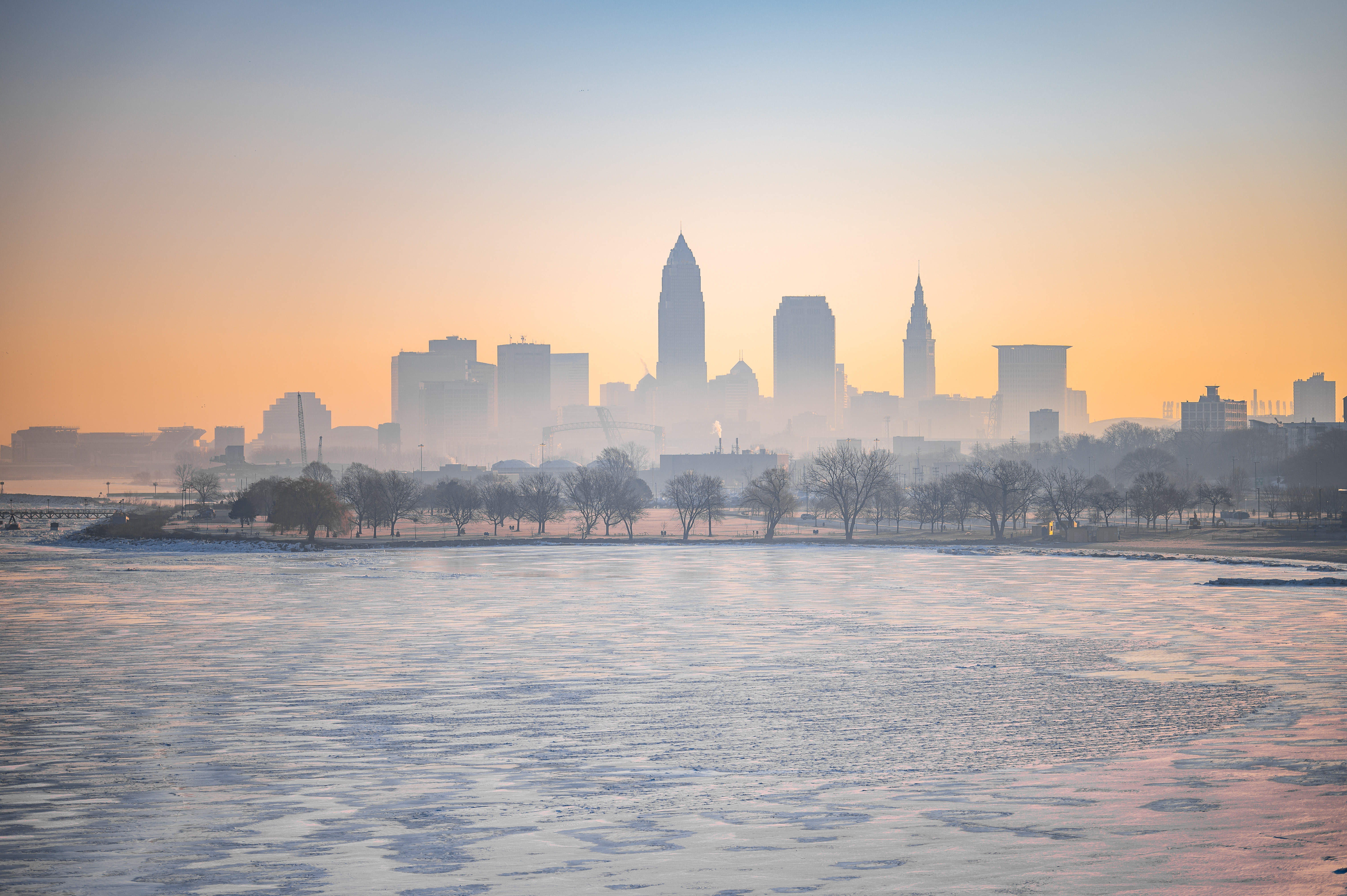
L'hiver à Cleveland.

Le climat de l’Ohio est un climat continental humide (Dfa d'après la classification de Köppen) sur la plus grande partie de l'État, à l'exception des comtés les plus méridionaux, ceux de la région du Bluegrass, qui se trouvent à la périphérie du climat subtropical humide et de la région du Sud supérieur des États-Unis.
Les étés sont généralement chauds et humides à travers tout l'État, et les hivers sont doux à frais. Le volume des précipitations pluvieuses est modéré en toute saison. L'État a connu des catastrophes climatiques, bien qu'il soit moins frappé par les tornades que les États de la Tornado Alley. Les berges sud-est du lac Érié, qui se rattachent à la région de la Snow Belt, sont même coutumières des bourrasques de neige.
Un microclimat subtropical humide permet à des écosystèmes spécifiques de se maintenir dans certains districts de l’Ohio : par exemple, certaines essences plus méridionales comme le chêne du Maryland, Quercus marilandica, trouvent leur implantation la plus septentrionale dans l’Ohio, sur la rive nord du fleuve Ohio. Plusieurs autres plantes illustrent cette transition entre le climat subtropical et le climat continental, comme le magnolia (Magnolia à grandes fleurs), le mimosa (Albizia julibrissin), le Myrte de Crêpes ou Lilas des Indes (Lagerstroemia indica) et même à l'occasion le palmier porc-épic ; ces plantes fréquentes en allées et dans les jardins de la Bluegrass region de l'Ohio ne peuvent pousser spontanément dans le reste de l'État. Ce contraste graduel de la flore est nettement perceptible lorsque l'on traverse l'Ohio par l'Interstate 75 entre Cincinnati et Toledo ; le touriste attentif pourra même rencontrer le Lézard des murailles de Cincinnati, un des rares exemples de « faune subtropicale » pérenne de l'Ohio.
| Ville      | Région                     | Janvier (°C) | Juillet (°C) |
| ---------- | -------------------------- | ------------ | ------------ |
| Athens     | Appalaches                 | −6 / 4       | 16 / 29      |
| Cincinnati | Sud-ouest                  | −5 / 3       | 19 / 30      |
| Cleveland  | Nord-est                   | −5 / 1       | 18 / 28      |
| Columbus   | Centre                     | −5 / 2       | 18 / 29      |
| Dayton     | Vallée de la rivière Miami | −5 / 2       | 19 / 31      |
| Toledo     | Nord-ouest                 | −7 / 0       | 17 / 29      |
| Youngstown | Nord-est                   | −7 / 0       | 15 / 27      |

La plus basse température enregistrée est de −39 °C à Milligan le 10 février 1899, la plus haute est de 45 °C près de Gallipolis le 21 juillet 1934.

## Subdivisions administratives

### Comtés
L'État de l'Ohio est divisé en 88 comtés.

### Agglomérations

#### Aires métropolitaines et micropolitaines
Le Bureau de la gestion et du budget a défini quatorze aires métropolitaines et trente-trois aires micropolitaines dans ou en partie dans l'État de l'Ohio.
| Zone urbaine                      | Population (2010)     | Population (2013)     | Variation (2010-2013) | Rang national (2013) |
| --------------------------------- | --------------------- | --------------------- | --------------------- | -------------------- |
| Cleveland-Elyria                  | 2 077 240             | 2 064 725             | -0,6 %                | 29                   |
| Columbus                          | 1 901 974             | 1 967 066             | 3,4 %                 | 32                   |
| Cincinnati, OH-KY-IN              | 1 625 406 (2 114 580) | 1 639 443 (2 137 406) | 0,9 % (1,1 %)         | (28)                 |
| Dayton                            | 799 232               | 802 489               | 0,4 %                 | 71                   |
| Akron                             | 703 200               | 705 686               | 0,4 %                 | 77                   |
| Toledo                            | 610 001               | 608 145               | -0,3 %                | 89                   |
| Youngstown-Warren-Boardman, OH-PA | 449 135 (565 773)     | 440 311 (555 506)     | -2,0 % (-1,8 %)       | (97)                 |
| Canton-Massillon                  | 404 422               | 403 707               | -0,2 %                | 132                  |
| Springfield                       | 138 333               | 136 167               | -1,6 %                | 293                  |
| Mansfield                         | 124 475               | 121 773               | -2,2 %                | 319                  |
| Lima                              | 106 331               | 105 298               | -1,0 %                | 344                  |
| Wheeling, WV-OH                   | 70 400 (147 950)      | 69 571 (145 757)      | -1,2 % (-1,5 %)       | (282)                |
| Weirton-Steubenville, WV-OH       | 69 709 (124 454)      | 67 964 (121 992)      | -2,5 % (-2,0 %)       | (318)                |
| Huntington-Ashland, WV-KY-OH      | 62 450 (364 908)      | 61 917 (364 101)      | -0,9 % (-0,2 %)       | (144)                |

| Zone urbaine           | Population (2010) | Population (2013) | Variation (2010-2013) | Rang national (2013) |
| ---------------------- | ----------------- | ----------------- | --------------------- | -------------------- |
| Wooster                | 114 520           | 115 071           | 0,5 %                 | 15                   |
| Salem                  | 107 841           | 105 893           | -1,8 %                | 23                   |
| Ashtabula              | 101 497           | 99 811            | -1,7 %                | 29                   |
| New Philadelphia-Dover | 92 582            | 92 672            | 0,1 %                 | 42                   |
| Zanesville             | 86 074            | 85 231            | -1,0 %                | 56                   |
| Portsmouth             | 79 499            | 78 153            | -1,7 %                | 73                   |
| Chillicothe            | 78 064            | 77 910            | -0,2 %                | 75                   |
| Sandusky               | 77 079            | 76 048            | -1,3 %                | 82                   |
| Findlay                | 74 782            | 75 773            | 1,3 %                 | 83                   |
| Marion                 | 66 501            | 65 905            | -0,9 %                | 117                  |
| Athens                 | 64 757            | 64 681            | -0,1 %                | 123                  |
| Marietta,              | 61 778            | 61 310            | -0,8 %                | 139                  |
| Mount Vernon           | 60 921            | 60 810            | -0,2 %                | 143                  |
| Fremont                | 60 944            | 60 098            | -1,4 %                | 150                  |
| Norwalk                | 59 626            | 58 889            | -1,2 %                | 156                  |
| Tiffin                 | 56 745            | 55 914            | -1,5 %                | 167                  |
| Ashland                | 53 139            | 53 043            | -0,2 %                | 187                  |
| Greenville             | 52 959            | 52 376            | -1,1 %                | 195                  |
| Sidney                 | 49 423            | 49 192            | -0,5 %                | 216                  |
| Wapakoneta             | 45 949            | 45 920            | -0,1 %                | 248                  |
| Bellefontaine          | 45 858            | 45 481            | -0,8 %                | 255                  |
| Bucyrus                | 43 784            | 42 808            | -2,2 %                | 281                  |
| Wilmington             | 42 040            | 41 945            | -0,2 %                | 291                  |
| Port Clinton           | 41 428            | 41 153            | -0,7 %                | 296                  |
| Celina                 | 40 814            | 40 784            | -0,1 %                | 303                  |
| Cambridge              | 40 087            | 39 636            | -1,1 %                | 315                  |
| Urbana                 | 40 097            | 39 455            | -1,6 %                | 316                  |
| Defiance               | 39 037            | 38 532            | -1,3 %                | 328                  |
| Coshocton              | 36 901            | 36 760            | -0,4 %                | 358                  |
| Jackson                | 33 225            | 32 783            | -1,3 %                | 402                  |
| Point Pleasant, WV-OH  | 30 934 (58 258)   | 30 621 (57 747)   | -1,0 % (-0,9 %)       | (160)                |
| Washington Court House | 29 030            | 28 800            | -0,8 %                | 434                  |
| Van Wert               | 28 744            | 28 459            | -1,0 %                | 439                  |

En 2010, 96,0 % des Ohioains résidaient dans une zone à caractère urbain, dont 79,2 % dans une aire métropolitaine et 16,8 % dans une aire micropolitaine.

#### Aires métropolitaines combinées
Le Bureau de la gestion et du budget a également défini douze aires métropolitaines combinées dans ou en partie dans l'État de l'Ohio.
| Zone urbaine                              | Population (2010)     | Population (2013)     | Variation (2010-2013) | Rang national (2013) |
| ----------------------------------------- | --------------------- | --------------------- | --------------------- | -------------------- |
| Cleveland-Akron-Canton                    | 3 515 646             | 3 501 538             | -0,4 %                | 15                   |
| Columbus-Marion-Zanesville                | 2 308 509             | 2 370 839             | 2,7 %                 | 25                   |
| Cincinnati-Wilmington-Maysville, OH-KY-IN | 1 667 446 (2 174 110) | 1 681 388 (2 196 629) | 0,8 % (1,0 %)         | (28)                 |
| Dayton-Springfield-Sidney                 | 1 080 044             | 1 079 679             | -0,0 %                | 51                   |
| Youngstown-Warren, OH-PA                  | 673 614               | 661 399               | -1,8 %                | 74                   |
| Toledo-Port Clinton                       | 651 429               | 649 298               | -0,3 %                | 75                   |
| Lima-Van Wert-Celina                      | 221 838               | 220 461               | -0,6 %                | 129                  |
| Mansfield-Ashland-Bucyrus                 | 221 398               | 217 624               | -1,7 %                | 130                  |
| Charleston-Huntington-Ashland, WV-OH-KY   | 141 949 (708 228)     | 140 070 (702 984)     | -1,3 % (-0,7 %)       | (67)                 |
| Findlay-Tiffin                            | 131 527               | 131 687               | 0,1 %                 | 150                  |
| Pittsburgh-New Castle-Weirton, PA-OH-WV   | 69 709 (2 660 727)    | 67 964 (2 659 937)    | -2,5 % (-0,0 %)       | (20)                 |
| Parkersburg-Marietta-Vienna, WV-OH        | 61 778 (154 451)      | 61 310 (153 780)      | -0,8 % (-0,4 %)       | (145)                |

### Municipalités

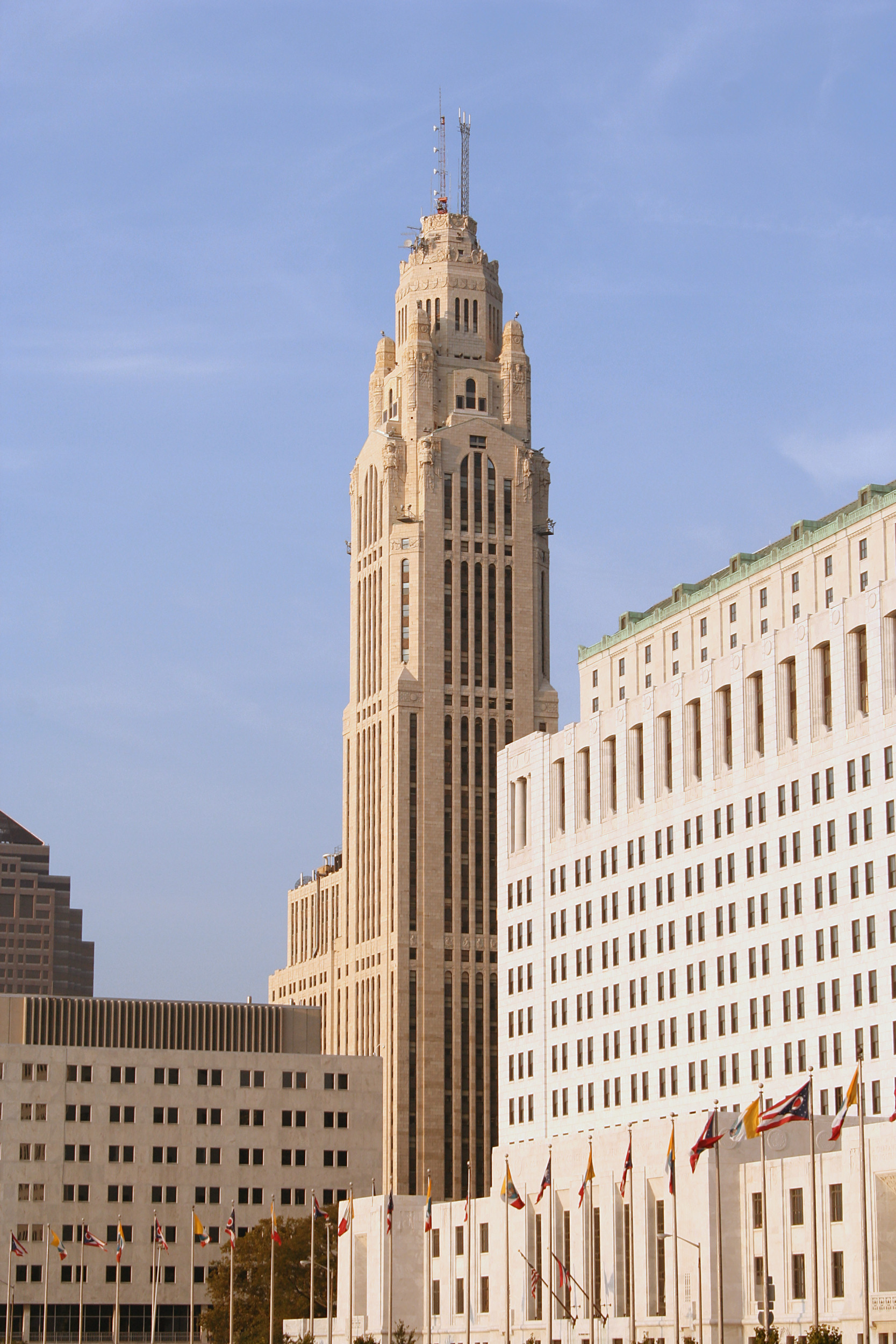
La capitale de l'Ohio, Colombus.

L'État de l'Ohio compte 937 municipalités, dont 17 de plus de 50 000 habitants.
| Rang | Municipalité   | Comté                         | Population (2010) | Population (2020) | Variation |
| ---- | -------------- | ----------------------------- | ----------------- | ----------------- | --------- |
| 1    | Columbus       | Franklin, Delaware, Fairfield | 770 122           | 905 748           |           |
| 2    | Cleveland      | Cuyahoga                      | 396 815           | 372 624           |           |
| 3    | Cincinnati     | Hamilton                      | 296 943           | 309 317           |           |
| 4    | Toledo         | Lucas                         | 287 208           | 270 871           |           |
| 5    | Akron          | Summit                        | 199 110           | 190 469           |           |
| 6    | Dayton         | Montgomery                    | 141 527           | 137 644           |           |
| 7    | Parma          | Cuyahoga                      | 81 601            | 81 146            |           |
| 8    | Canton         | Stark                         | 73 007            | 70 872            |           |
| 9    | Lorain         | Lorain                        | 64 097            | 65 211            |           |
| 10   | Hamilton       | Butler                        | 62 477            | 62 082            |           |
| 11   | Youngstown     | Mahoning                      | 66 971            | 60 068            |           |
| 12   | Springfield    | Clark                         | 60 608            | 58 662            |           |
| 13   | Kettering      | Montgomery, Greene            | 56 163            | 57 862            |           |
| 14   | Elyria         | Lorain                        | 54 533            | 52 656            |           |
| 15   | Cuyahoga Falls | Summit                        |                   | 51 114            |           |
| 16   | Middletown     | Butler                        |                   | 50 987            |           |
| 17   | Lakewood       | Cuyahoga                      | 52 131            | 50 942            |           |

Les municipalités de Columbus et de Cleveland étaient respectivement les 15e et 48e municipalités les plus peuplées des États-Unis en 2013.

## Démographie

### Population

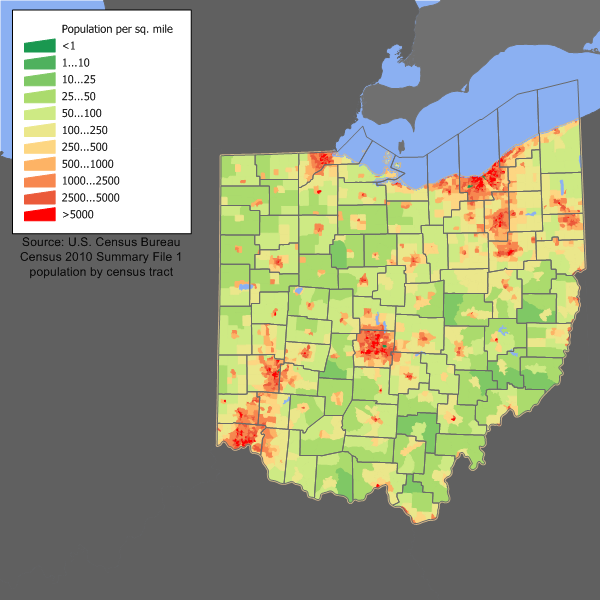
Densités de population en 2010 (en mille carré).

Le Bureau du recensement des États-Unis estime la population de l'Ohio à 11 689 100 habitants au 1er juillet 2019, soit une hausse de 1,32 % depuis le recensement des États-Unis de 2010 qui tablait la population à 11 536 504 habitants. Depuis 2010, l'État connaît la 6e croissance démographique la moins soutenue des États-Unis.
Avec 11 536 504 habitants en 2010, l'Ohio était le 7e État le plus peuplé des États-Unis. Sa population comptait pour 3,74 % de la population du pays. Le centre démographique de l'État était localisé dans le comté de Morrow dans le township d’Harmony (en).
Avec 109,01 hab./km2 en 2010, l'Ohio était le 10e État le plus dense des États-Unis.
Le taux d'urbains était de 77,9 % et celui de ruraux de 22,1 %.
En 2010, le taux de natalité s'élevait à 12,1 ‰ (12,0 ‰ en 2012) et le taux de mortalité à 9,4 ‰ (9,7 ‰ en 2012). L'indice de fécondité était de 1,90 enfant par femme (1,89 en 2012). Le taux de mortalité infantile s'élevait à 7,7 ‰ (7,5 ‰ en 2012). La population était composée de 23,67 % de personnes de moins de 18 ans, 9,53 % de personnes entre 18 et 24 ans, 25,05 % de personnes entre 25 et 44 ans, 27,69 % de personnes entre 45 et 64 ans et 14,06 % de personnes de 65 ans et plus. L'âge médian était de 38,8 ans.
Entre 2010 et 2013, l'accroissement de la population (+ 34 305) était le résultat d'une part d'un solde naturel positif (+ 90 037) avec un excédent des naissances (446 255) sur les décès (356 218), et d'autre part d'un solde migratoire négatif (- 52 638) avec un excédent des flux migratoires internationaux (+ 49 792) et un déficit des flux migratoires intérieurs (- 102 430).
Selon des estimations de 2013, 95,1 % des Ohioains étaient nés dans un État fédéré, dont 75,4 % dans l'État de l'Ohio et 19,7 % dans un autre État (8,8 % dans le Sud, 4,8 % dans le Midwest, 4,4 % dans le Nord-Est, 1,7 % dans l'Ouest), 0,8 % étaient nés dans un territoire non incorporé ou à l'étranger avec au moins un parent américain et 4,1 % étaient nés à l'étranger de parents étrangers (40,1 % en Asie, 23,3 % en Europe, 20,2 % en Amérique latine, 12,5 % en Afrique, 3,3 % en Amérique du Nord, 0,4 % en Océanie). Parmi ces derniers, 49,7 % étaient naturalisés américain et 50,3 % étaient étrangers,.
Selon des estimations de 2012 effectuées par le Pew Hispanic Center, l'État comptait 95 000 immigrés illégaux, soit 0,8 % de la population.

### Composition ethno-raciale et origines ancestrales
Selon le recensement des États-Unis de 2010, la population était composée de 82,69 % de Blancs, 12,20 % de Noirs, 2,06 % de métis, 1,67 % d'Asiatiques (0,56 % d'Indiens), 0,22 % d'Amérindiens, 0,04 % d'Océaniens et 1,13 % de personnes n'entrant dans aucune de ces catégories.
Les métis se décomposaient entre ceux revendiquant de deux races (1,90 %), principalement blanche et noire (0,86 %), et ceux revendiquant de trois races ou plus (0,16 %).
Les non-hispaniques représentaient 96,93 % de la population avec 81,13 % de Blancs, 12,04 % de Noirs, 1,76 % de métis, 1,65 % d'Asiatiques, 0,18 % d'Amérindiens, 0,03 % d'Océaniens et 0,13 % de personnes n'entrant dans aucune de ces catégories, tandis que les Hispaniques comptaient pour 3,07 % de la population, principalement des personnes originaires du Mexique (1,49 %) et de Porto Rico (0,82 %).
En 2010, l'État de l'Ohio avait la 3e plus faible proportion d'Amérindiens après la Virginie-Occidentale (0,20 %) et la Pennsylvanie (0,21 %) ainsi que la 10e plus faible proportion d'Hispaniques des États-Unis.
L'État comptait également les 6e plus grands nombres de Blancs (9 539 437) et de Blancs non hispaniques (9 359 263) des États-Unis.
|                                          | 1940  | 1950  | 1960  | 1970  | 1980  | 1990  | 2000  | 2010  |
| ---------------------------------------- | ----- | ----- | ----- | ----- | ----- | ----- | ----- | ----- |
| Blancs                                   | 95,06 | 93,48 | 91,79 | 90,56 | 88,88 | 87,78 | 84,96 | 82,69 |
| — dont non hispaniques                   |       |       |       |       | 88,24 | 87,07 | 84,01 | 81,13 |
| Noirs                                    | 4,91  | 6,46  | 8,10  | 9,11  | 9,97  | 10,65 | 11,46 | 12,20 |
| — dont non hispaniques                   |       |       |       |       |       | 10,58 | 11,37 | 12,04 |
| Asiatiques (et Océaniens jusqu'en 1990)  | 0,02  | 0,05  | 0,07  | 0,16  | 0,44  | 0,84  | 1,17  | 1,67  |
| — dont non hispaniques                   |       |       |       |       |       |       | 1,16  | 1,65  |
| Autres                                   | 0,01  | 0,01  | 0,04  | 0,17  | 0,71  | 0,73  | 2,41  | 3,44  |
| — dont non hispaniques                   |       |       |       |       |       |       | 1,55  | 2,11  |
| Hispaniques (toutes couleurs confondues) |       |       |       |       | 1,11  | 1,29  | 1,91  | 3,07  |

En 2013, le Bureau du recensement des États-Unis estime la part des non hispaniques à 96,7 %, dont 80,3 % de Blancs, 12,0 % de Noirs, 2,3 % de Métis et 1,8 % d'Asiatiques, et celle des Hispaniques à 3,3 %.
En 2000, les Ohioains s'identifiaient principalement comme étant d'origine allemande (25,3 %), irlandaise (12,7 %), anglaise (9,2 %), américaine (8,7 %), italienne (6,0 %) et polonaise (3,8 %).
L'État abrite la 9e communauté juive des États-Unis. Selon le North American Jewish Data Bank, l'État comptait 148 615 Juifs en 2013 (158 560 en 1971), soit 1,3 % de la population. Ils se concentraient principalement dans les agglomérations de Cleveland-Elyria (79 100), Cincinnati (27 100) et Columbus (22 100). Ils constituaient une part significative de la population dans les comtés de Cuyahoga (5,5 %), Geauga (4,3 %) et Hamilton (2,7 %).
L'État abrite la plus grande communauté amish des États-Unis. Selon une étude effectuée par Joseph F. Donnermeyer, Cory Anderson et Elizabeth C. Cooksey de l'université d'État de l'Ohio, l'État comptait 60 308 Amish en 2010, soit 0,5 % de la population de l'État et 24,5 % de la population amish américaine. Ils se concentraient essentiellement dans les implantations du Grand Comté de Holmes (29 862), des Comtés de Geauga-Trumbull (14 219) et de Lodi-Homerville (2 148), et plus précisément dans les comtés de Holmes (17 654), Wayne (9 283), Geauga (8 537), Trumbull (3 864), Ashtabula (2 472), Tuscarawas (2 370) et Knox (2 257). Ils constituaient une part significative de la population dans les comtés de Holmes (41,7 %), Geauga (9,1 %), Wayne (8,1 %), Coshocton (4,8 %), Knox (3,7 %) et Tuscarawas (2,6 %).
Selon le Young Center for Anabaptist and Pietist Studies, l'État comptait 67 230 Amish en 2014 (34 830 en 1992), soit 0,6 % de la population de l'État et 23,6 % de la population amish américaine. Ils se concentraient essentiellement dans les implantations du Grand Comté de Holmes (32 630) et des Comtés de Geauga-Trumbull (15 230).
Les Amérindiens s'identifiaient principalement comme étant Cherokees (21,3 %), Amérindiens du Mexique (3,4 %) et Ojibwés (3,2 %).
Les Hispaniques étaient principalement originaires du Mexique (48,5 %) et de Porto Rico (26,8 %). Composée à 50,8 % de Blancs, 9,7 % de Métis, 5,2 % de Noirs, 1,2 % d'Amérindiens, 0,4 % d'Asiatiques, 0,2 % d'Océaniens et 32,4 % de personnes n'entrant dans aucune de ces catégories, la population hispanique représentait 17,3 % des Amérindiens, 16,4 % des Océaniens, 14,5 % des Métis, 1,9 % des Blancs, 1,3 % des Noirs, 0,8 % des Asiatiques et 88,3 % des personnes n'entrant dans aucune de ces catégories.
L'État comptait le 10e plus grand nombre de personnes originaires de Porto Rico (94 965).
Les Asiatiques s'identifiaient principalement comme étant Indiens (33,4 %), Chinois (22,8 %), Philippins (8,8 %), Coréens (7,9 %), Viêts (6,8 %) et Japonais (5,3 %).
Les Métis se décomposaient entre ceux revendiquant deux races (92,4 %), principalement blanche et noire (41,9 %), blanche et amérindienne (17,2 %), blanche et asiatique (13,9 %), blanche et autre (8,0 %) et noire et amérindienne (3,8 %), et ceux revendiquant trois races ou plus (7,6 %).

### Religions
| Religion                    | Ohio | États-Unis |
| --------------------------- | ---- | ---------- |
| Protestantisme évangélique  | 26   | 25,4       |
| Protestantisme traditionnel | 17   | 14,7       |
| Catholicisme                | 18   | 20,8       |
| Non affiliés                | 17   | 15,8       |
| Églises noires              | 7    | 6,5        |
| Agnosticisme                | 3    | 4,0        |
| Athéisme                    | 2    | 3,1        |
| Judaïsme                    | 1    | 1,9        |
| Islam                       | 1    | 0,9        |
| Bouddhisme                  | 1    | 0,7        |
| Témoins de Jéhovah          | 1    | 0,8        |
| Autres                      | 6    | 5,4        |

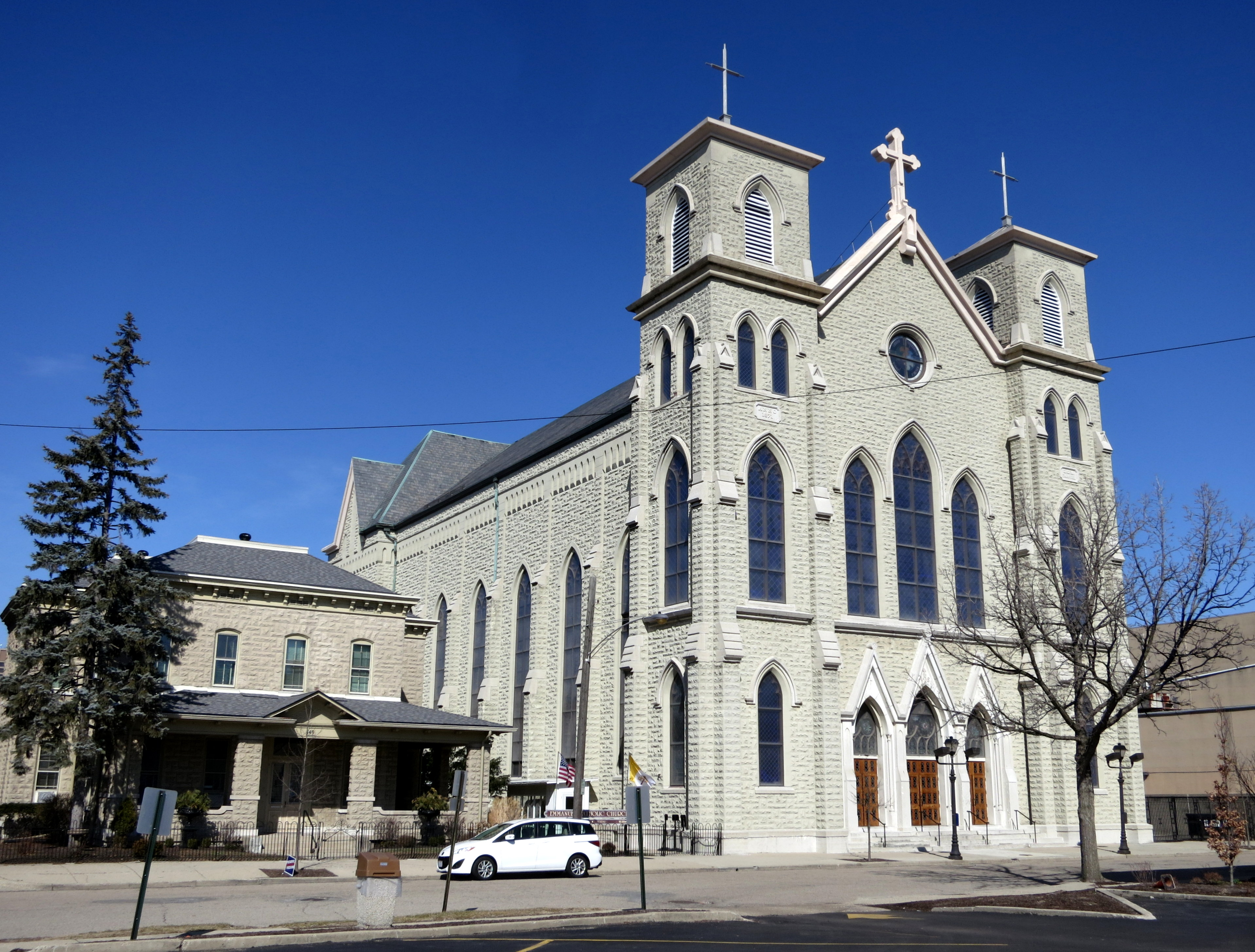
L'église catholique Emmanuel à Dayton.

Selon l'institut de sondage The Gallup Organization, en 2015, 40 % des habitants de l'Ohio se considèrent comme « très religieux » (40 % au niveau national), 30 % comme « modérément religieux » (29 % au niveau national) et 30 % comme « non religieux » (31 % au niveau national).

### Langues
| Langue                   | 1980    | 1990    | 2000    | 2010    | 2016    |
| ------------------------ | ------- | ------- | ------- | ------- | ------- |
| Anglais                  | 94,82 % | 94,57 % | 93,89 % | 93,69 % | 93,27 % |
| Espagnol                 | 0,97 %  | 1,38 %  | 2,01 %  | 2,17 %  | 2,21 %  |
| Allemand                 | 0,83 %  | 0,80 %  | 0,68 %  | 0,53 %  | 0,44 %  |
| Italien                  | 0,53 %  | 0,41 %  | 0,00 %  | 0,00 %  | 0,00 %  |
| Français                 | 0,33 %  | 0,46 %  | 0,42 %  | 0,25 %  | 0,23 %  |
| Arabe                    | 0,10 %  | 0,15 %  | 0,21 %  | 0,26 %  | 0,38 %  |
| Chinois                  | 0,09 %  | 0,14 %  | 0,20 %  | 0,26 %  | 0,41 %  |
| Allemand de Pennsylvanie | 2,33 %  | 0,13 %  | 0,15 %  | 0,21 %  | 0,31 %  |
| Autres                   | 2,33 %  | 1,96 %  | 2,42 %  | 2,63 %  | 2,76 %  |

## Politique
L'Ohio est un État à la fois industriel et rural plutôt de tendance républicaine.

### Élections présidentielles
| Année | Républicain | Républicain | Démocrate | Démocrate |
| Année | %           | Voix        | %         | Voix      |
| ----- | ----------- | ----------- | --------- | --------- |
| 1960  | 53,28 %     | 2 217 611   | 46,72 %   | 1 944 248 |
| 1964  | 37,06 %     | 1 470 865   | 62,94 %   | 2 498 331 |
| 1968  | 45,23 %     | 1 791 014   | 42,95 %   | 1 700 586 |
| 1972  | 59,63 %     | 2 441 827   | 38,07 %   | 1 558 889 |
| 1976  | 48,65 %     | 2 000 505   | 48,92 %   | 2 011 621 |
| 1980  | 51,51 %     | 2 206 545   | 40,91 %   | 1 752 414 |
| 1984  | 58,90 %     | 2 678 560   | 40,14 %   | 1 825 440 |
| 1988  | 55,00 %     | 2 416 549   | 44,15 %   | 1 939 629 |
| 1992  | 38,35 %     | 1 894 310   | 40,18 %   | 1 984 942 |
| 1996  | 41,02 %     | 1 859 883   | 47,38 %   | 2 148 222 |
| 2000  | 49,97 %     | 2 351 209   | 46,46 %   | 2 186 190 |
| 2004  | 50,81 %     | 2 859 768   | 48,71 %   | 2 741 167 |
| 2008  | 46,80 %     | 2 677 820   | 51,38 %   | 2 940 044 |
| 2012  | 47,60%      | 2 661 437   | 50,58%    | 2 827 709 |
| 2016  | 52,05 %     | 2 771 984   | 43,51 %   | 2 317 001 |
| 2020  | 53,27 %     | 3 154 834   | 45,24 %   | 2 679 165 |
| 2024  | 55,14 %     | 3 180 116   | 43,93 %   | 2 533 699 |

L'Ohio est un État particulièrement pourvoyeur en candidats à l'élection présidentielle. Sept natifs de l'Ohio ont été élus présidents des États-Unis (Ulysses S. Grant, Rutherford B. Hayes, James A. Garfield, Benjamin Harrison, William McKinley, William Howard Taft et Warren G. Harding). Tous étaient républicains. Le président William Henry Harrison, natif de Virginie, fut également résident de l'Ohio.
Lors des élections présidentielles, l'Ohio vote la plupart du temps pour les candidats républicains. De 1856 à 1908, les électeurs n'ont ainsi apporté leurs suffrages qu'à des candidats républicains. Le démocrate Woodrow Wilson ne l'a emporté en 1912 qu'avec 40,96 % des voix bénéficiant de la division du camp républicain entre le président William Howard Taft (26,82 %) et l'ancien président Theodore Roosevelt (22,16 %).
L'adage veut également qu'aucun républicain ne puisse entrer à la Maison-Blanche sans l'emporter dans l'Ohio ce qui est le cas depuis 1856, date de la première participation des républicains à une élection présidentielle et confirmé notamment par les élections de 1912, de 1916 et encore de 1932 (le démocrate Franklin Delano Roosevelt remporta l'Ohio à 3 reprises mais fut défait dans l’État en 1944 par le républicain Thomas Dewey, battu sur le plan national).
Les résultats électoraux de l'Ohio ont été au diapason du vote populaire depuis les élections présidentielles de 1964. Cette série a été interrompue par les élections de 2020.
En 2004, l'Ohio a été un des enjeux principaux de l’élection présidentielle. George W. Bush qui avait remporté l'État en 2000 l'a de nouveau remporté en 2004 avec 51 % des suffrages et une marge plus réduite contre le candidat démocrate John Kerry. En 2008, le candidat démocrate Barack Obama a remporté cet État-clé avec 51,2 % des voix, lui ouvrant les portes de la Maison-Blanche.
En 2016, le républicain Donald Trump emporte l'Ohio avec 51,3 % des voix face à 43,2 % des votes pour Hillary Clinton. Trump remporte l'État de nouveau en 2020 et en 2024. Les politologues indiquent que l'Ohio a basculé du côté conservateur et ne peut plus être considéré comme un swing state ou un purple state,.

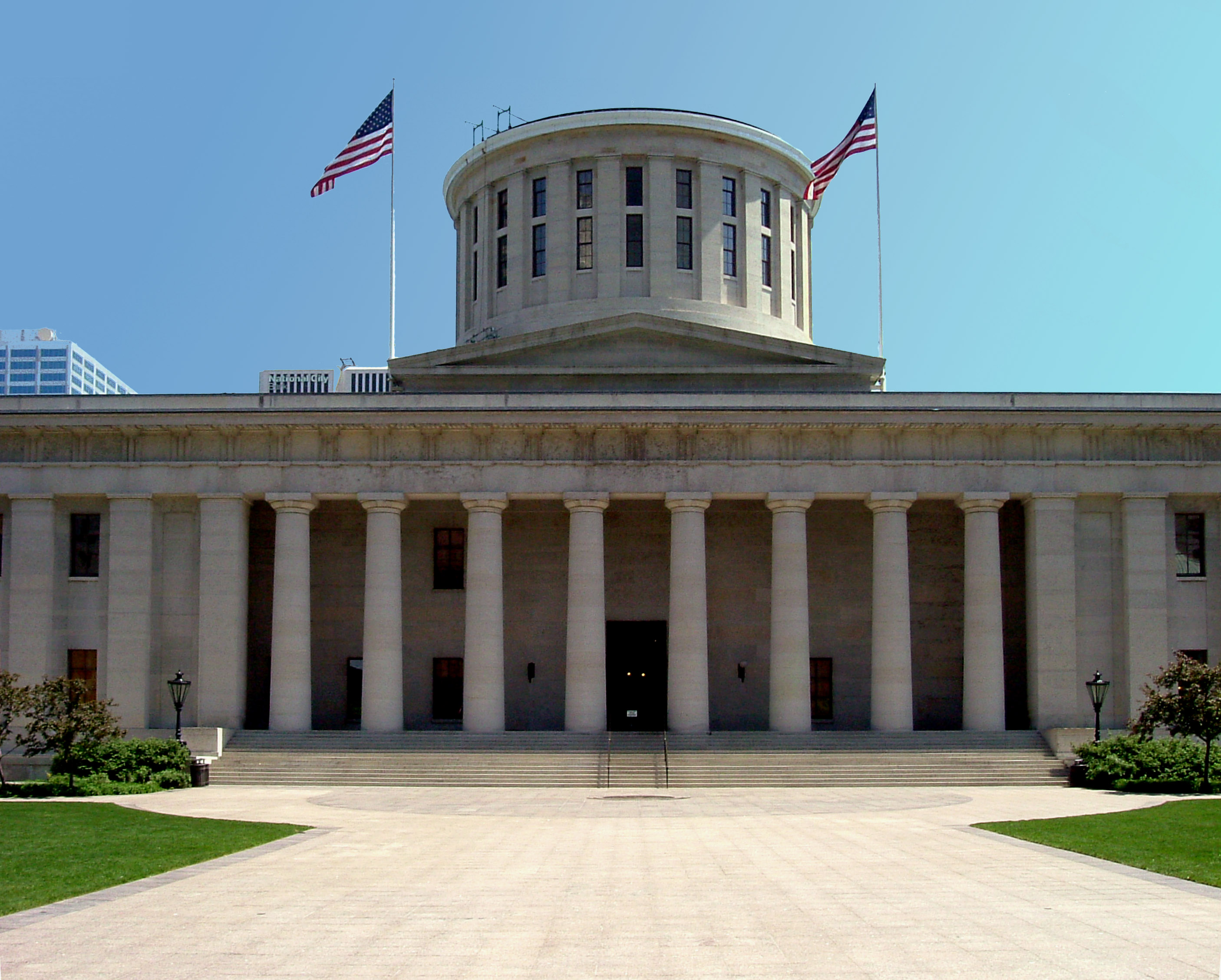
Le Capitole de l'État d'Ohio.

### Administration locale
La politique institutionnelle de l'État est régulée par la Constitution de l'Ohio (en).

#### Gouverneur (pouvoir exécutif)
Le gouverneur de l'Ohio détient le pouvoir exécutif de l’État. Le gouverneur de l'Ohio est le républicain Mike DeWine — en poste depuis le 14 janvier 2019 —, successeur du républicain John Kasich.

#### Autres postes électifs
Les postes électifs de lieutenant-gouverneur de l'Ohio, de secrétaire d'État (en) (Mike DeWine), d'auditeur, de procureur général et de trésorier (en) sont également détenus par des républicains.

#### Législature (pouvoir législatif)
Les deux chambres de l'Assemblée générale de l'Ohio sont également dominées par les républicains avec une super majorité. Au cours de la législature en fonction, la Chambre des représentants de l'Ohio est contrôlée par 67 républicains (face à 32 démocrates) tandis qu'au Sénat de l'Ohio, 26 républicains font face à 7 démocrates.

#### Système judiciaire (pouvoir judiciaire)
La Cour suprême de l'État comprend 6 juges élus ou nommés (5 républicains et 1 démocrate).

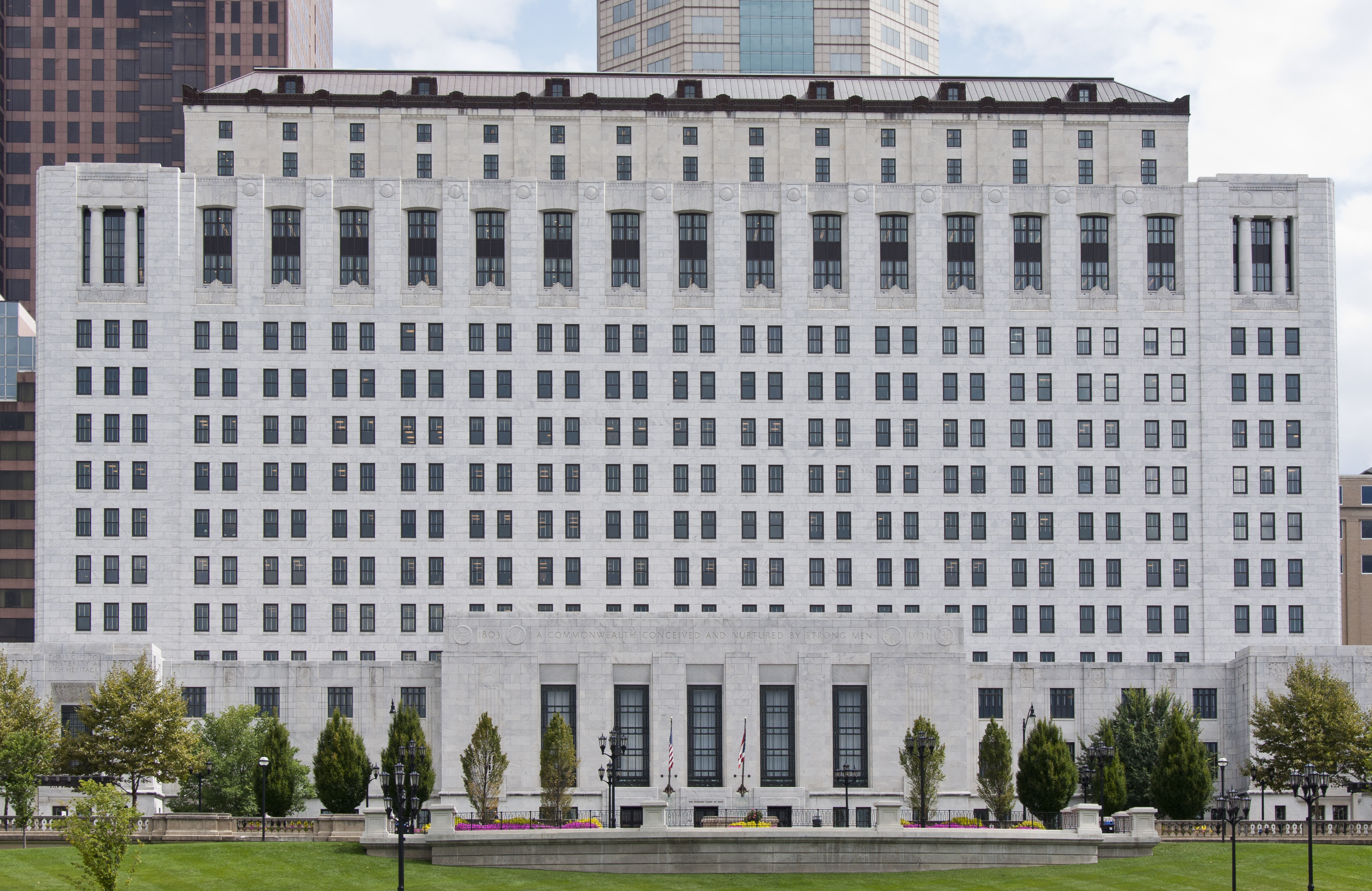
La Cour suprême de l'Ohio.

#### Vie politique
Les maires des six plus grandes villes de l'État (Columbus, Cleveland, Cincinnati, Toledo, Akron, et Dayton) sont des démocrates. La zone urbaine de Cincinnati a été l'une rares zones urbaines du pays à voter pour le candidat républicain lors de l'élection présidentielle de 2004.

### Représentation fédérale
Au niveau fédéral, l'État est représenté au Sénat des États-Unis à partir de 2025 par le républicain Bernie Moreno et Jon Husted, tandis que 10 républicains et 5 démocrates siègent pour l'Ohio à la Chambre des représentants.

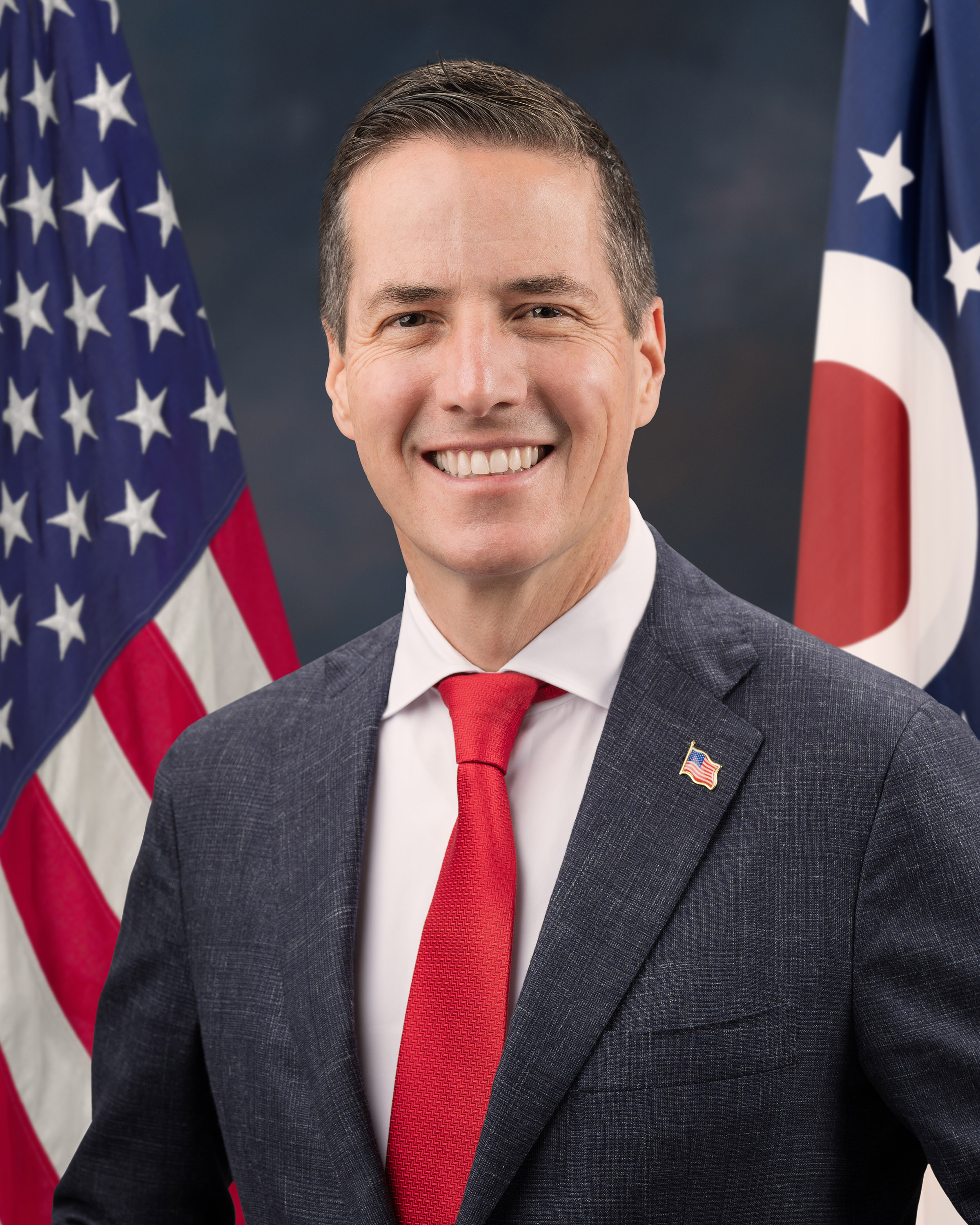
Bernie Moreno (R), sénateur depuis 2025.
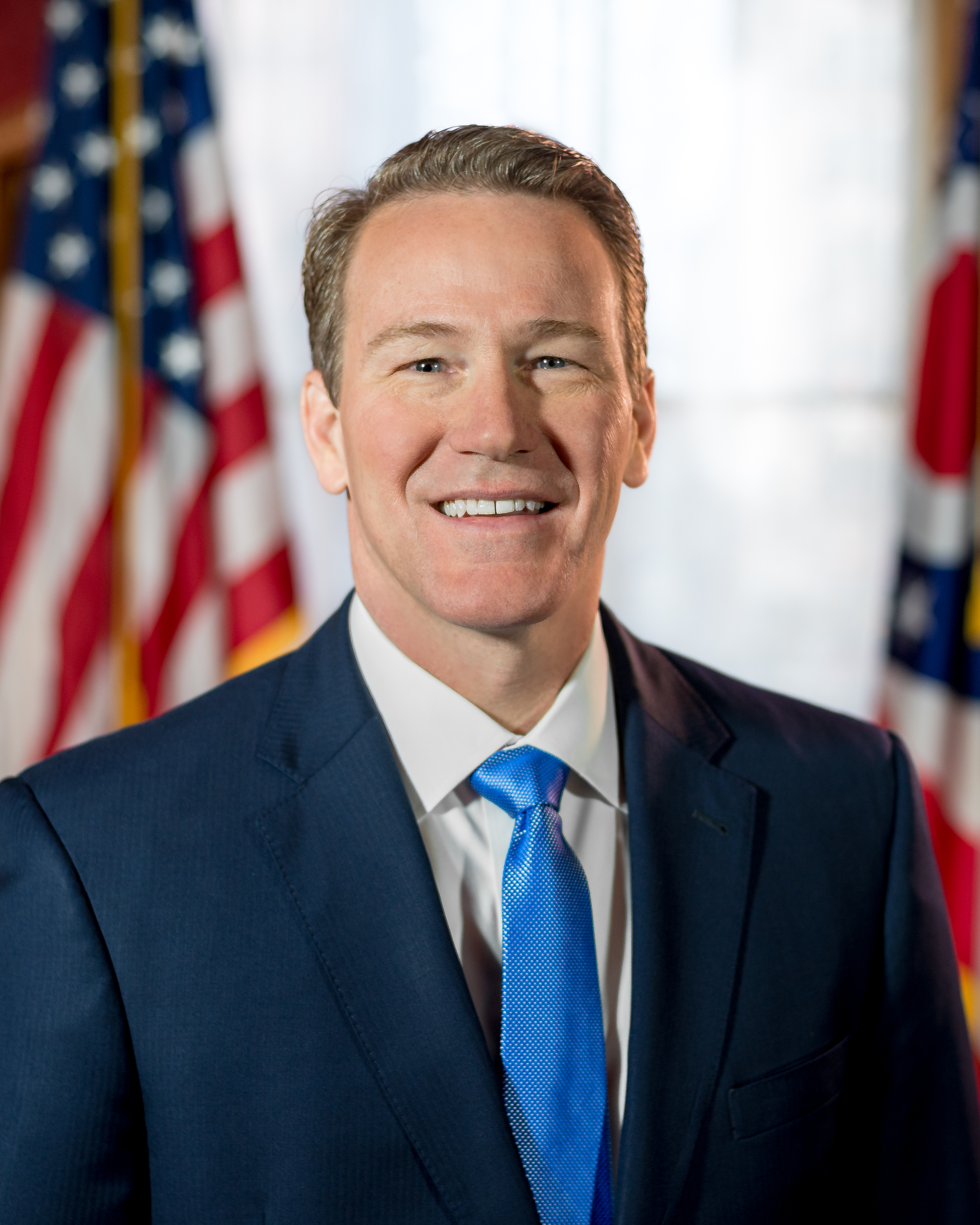
Jon Husted (R), sénateur depuis 2025.

## Économie
L'Ohio est un État doté de ressources naturelles très importantes comme le sel, le pétrole (3e producteur des États-Unis après le Texas et la Californie) et le gaz. Cet État peut être considéré, avec la Pennsylvanie, comme le berceau de l'industrie pétrolière au milieu du XIXe siècle. Les frères Packard y ont créé leur compagnie de constructions automobiles en 1899. L'Ohio est aussi très développé sur le plan agricole (tabac, céréales, coton, blé, avoine, etc.).
Dans le domaine de l'élevage, l'Ohio élève principalement des porcs et des volailles. Le lac Érié était très utilisé pour la pêche, activité maintenant interdite par la pollution. Toutes ces ressources font de l'Ohio un État très riche (le 6e).

## Santé
L'Ohio est le deuxième État le plus touché des États-Unis par les décès provoqués par la consommation de drogue. Les décès, au nombre de 296 en 2003, atteignent plus de 4 000 en 2016.

## Culture

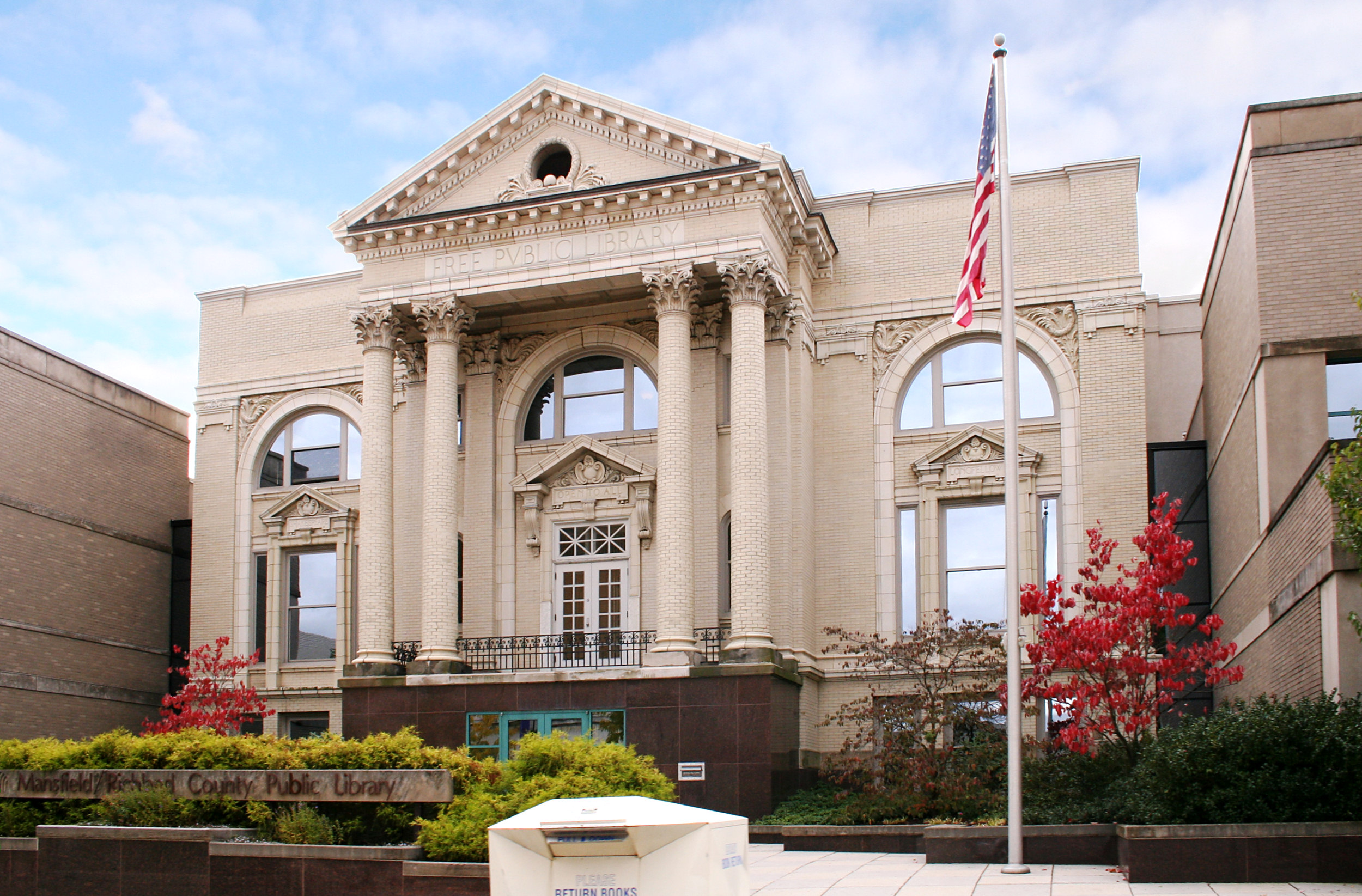
Bibliothèque de la ville de Mansfield.

### Sport
Équipes professionnelles
- Guardians de Cleveland (MLB)
- Reds de Cincinnati (MLB)

- Browns de Cleveland (NFL)
- Bengals de Cincinnati (NFL)

- Cavaliers de Cleveland (NBA)

- Blue Jackets de Columbus (LNH)
- Monsters de Cleveland (AHL)
- FC Cincinnati (MLS)

- Crew SC de Columbus (MLS)

Équipes universitaires
- Buckeyes d'Ohio State
- Bearcats de Cincinnati
- Bobcats de l'Ohio
- Falcons de Bowling Green
- Golden Flashes de Kent State
- Redhawks de Miami
- Rockets de Toledo
- Zips d'Akron

### Gastronomie
On trouve beaucoup de fruits et légumes en Ohio à cause d'une forte présence de terres agricoles dans l'État. Au niveau culinaire un héritage allemand et polonais intègre la gastronomie locale. On note aussi la présence de maïs dans l'alimentation en Ohio. De plus la kielbasa et la choucroute font partie de différents plats locaux. Enfin au niveau des boissons, on trouve surtout du gin, de la bière et du jus de tomate dans la gastronomie de l'Ohio,,.
Les spécialités de l'État sont les suivantes :
- Buckeyes
- Tarte au citron
- Chili Cincinnati
- Goetta (en)
- Kiełbasa
- Pierogi
- City chicken (en)
- Polish Boy (sandwich)

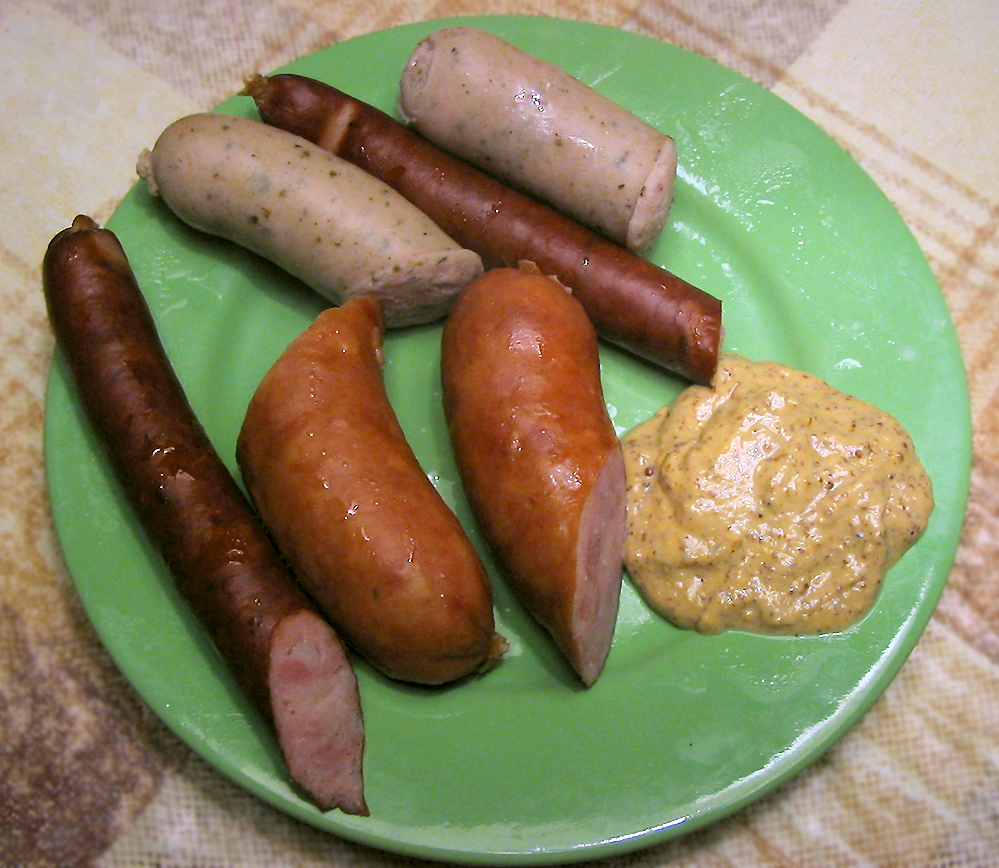
La kiełbasa est une saucisse polonaise que l'on retrouve en Ohio.
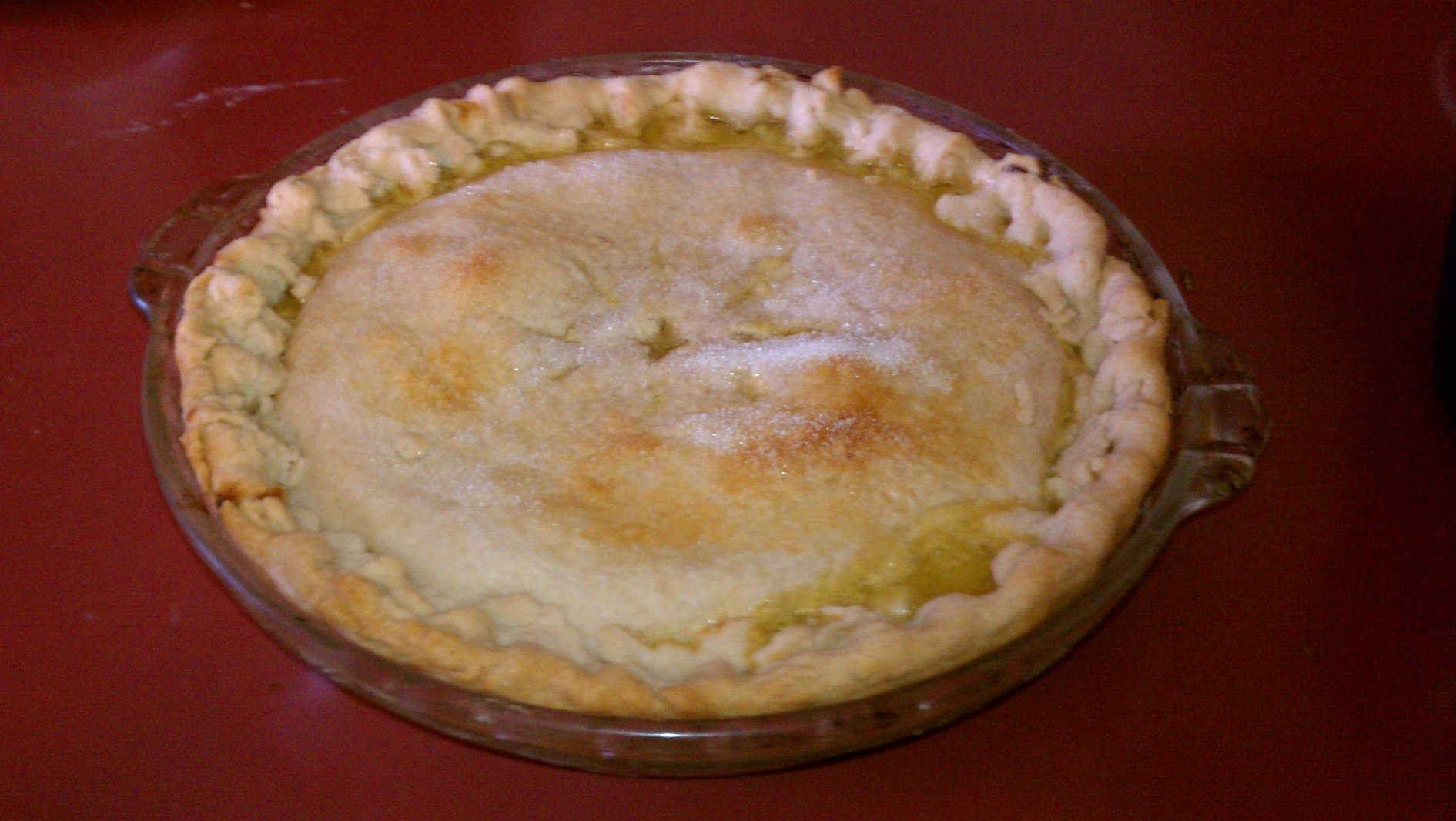
La tarte au citron est très populaire en Ohio.

## Dans la culture populaire

### À la télévision
Les séries télévisées, Glee, Greek et Hot in Cleveland se déroulent toutes les trois dans l’Ohio.

### En chanson
Dans sa chanson Ohio, coécrite en 1983 avec Serge Gainsbourg, Isabelle Adjani répète la formule J'suis dans un état proche de l'Ohio à dix reprises, ce qui a contribué à ancrer la chanson dans l'imaginaire collectif français.

### Mèmes
Dans la culture populaire, l'Ohio est décrit comme un état différent du reste du monde irréel où des créatures étranges habitent. Le terme Ohio est donc utilisé pour désigner quelque chose d'inhabituel. Nous pouvons l'observer sur les applications de vidéos courtes TikTok et YouTube Shorts où une vidéo d'une action étrange ou inhabituelle est diffusée accompagnée de la phrase anglaise Only in Ohio (Seulement en Ohio, en français), ou bien encore Average [insérer un objet] in Ohio.